# De Havilland Canada DHC-6 Twin Otter
de Havilland Canada DHC-6 Twin Otter är ett kanadensiskt propellerplan byggt av De Havilland Canada och sedan 2008 av Viking Air. Planet har bra STOL-förmåga vilket gör att planet kan starta och landa på väldigt korta landningsbanor, och på landningsbanor gjorda av grus, jord och sand. Det har gjort planet populärt på många otillgängliga ställen, bland annat i Karibien och andra ögrupper. Planet har två Pratt & Whitney PT6-motorer och plats för upp till 19 passagerare. I Norge byggdes på 1960-70-talen ett antal flygplatser med kort landningsbana på svårtillgängliga platser, anpassade för Twin Otter, under 1990-talet i Norge ersatt med lite större flygplan.